# Jacob Murphy
Jacob Murphy  (Wembley, Londres, Reino Unido, 24 de febrero de 1995) es un futbolista británico que juega como delantero en el Newcastle United F. C. de la Premier League.

## Trayectoria
Formó parte del equipo juvenil de Norwich City que ganó la FA Youth Cup 2012-13. Firmó su primer contrato profesional para el Norwich el 4 de enero de 2013. En diciembre de 2013, firmó un contrato de tres años con el club. 
Hizo su debut profesional en un partido de la FA Cup contra el Fulham el 4 de enero de 2014. Hizo su primera aparición en Norwich City, en la temporada 2014-15, donde dio una asistencia a su hermano gemelo, Josh, quien marcó un doblete, para sentenciar una victoria de 3 - 1 sobre Crawley Town en la segunda ronda de la Copa de la liga.
El 7 de febrero de 2014 se unió a Swindon Town en un préstamo que comenzó el 8 de febrero y duró hasta el 8 de marzo de 2014. Murphy hizo su debut para el club el 8 de febrero, cuando sustituyó a Dany en la segunda mitad, en una victoria 3-2 sobre Port Vale. Después de hacer seis apariciones, Murphy regresó a la ciudad de Norwich, ya que el Swindon Town demoró su decisión de ampliar aún más su préstamo.
El 27 de marzo de 2014, Murphy se unió al club de League Two Southend United, en préstamo por el resto de la temporada 2013-14. Hizo su debut en Southend United días más tarde, cuando llegó como suplente y anotó un gol ganador en un triunfo 1-0 sobre Torquay United. Marcó su primer gol para el club y proporcionó una asistencia en una victoria por 3-1 sobre Rochdale el 18 de abril de 2014. Luego, pasó a hacer ocho apariciones para el club, pero no pudo contribuir a que fuera promovido a la League One.
El 3 de noviembre de 2014 se unió a Blackpool en calidad de préstamo hasta el 2 de febrero de 2015. Destacó anotando en su debut, a dos días de haberse unido al club, en un empate 2-2 contra el Fulham. Unas semanas más tarde, volvió a marcar el 22 de noviembre en un empate 1-1 contra el Bolton Wanderers. Sus actuaciones con el Blackpool le valieron el premio Wonga al Jugador del Mes de noviembre. Al mes siguiente, Murphy causó controversia cuando publicó en una imagen en la aplicación de Snapchat con el título «Vamos a perder... otra vez», burlándose de las posibilidades de evitar el descenso. Murphy emitió una disculpa a través del sitio web oficial del club, admitiendo que había sido una decisión poco profesional y tonta. Sin embargo, Lee Clark prometió investigar este asunto antes de tomar medidas. El Blackpool acortó su contrato de préstamo al 31 de diciembre.
Después de que su periodo de préstamo en el Blackpool llegara a su fin, Murphy se unió al Scunthorpe United de la League One con un préstamo de un mes. Dos días después, el 10 de enero de 2015, hizo su debut en el equipo, donde brindó una magnífica asistencia para Tom Hopper, quien también debutaba, en una victoria por 4-1 sobre Walsall. Tras realizar tres apariciones con el club, el préstamo de Murphy en el Scunthorpe United concluyó.
Murphy se unió a otro club de la League One, el Colchester United, cedido hasta el final de temporada. Debutó el 14 de marzo de 2015, jugando como extremo derecho, en una derrota 3-2 contra Crawley Town. Murphy anotó en el siguiente partido contra Yeovil Town el 17 de marzo de 2015, en un encuentro que el Colchester United ganó 2-0. En los dos últimos partidos de la temporada, Murphy marcó en un empate 1-1 contra el Swindon Town y contribuyó a que el club evitara el descenso al derrotar al Preston North End.
El 14 de agosto de 2015, Murphy firmó con el Coventry City en calidad de préstamo por una temporada.

### Regreso al Norwich City
Tras su cesión al Coventry City, Murphy regresó al Norwich City, donde marcó su primer gol con el equipo en una victoria por 4-1 sobre el Blackburn Rovers el 6 de agosto de 2016.

### Newcastle United

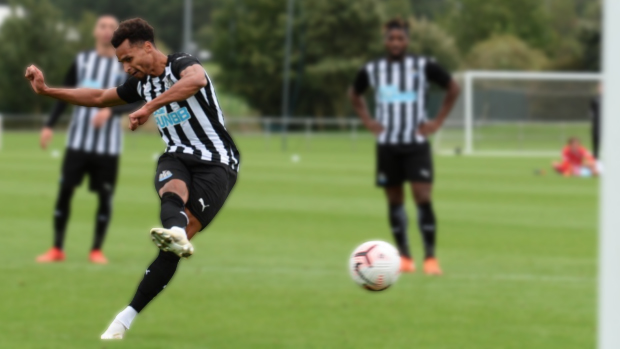
Murphy jugando para el Newcastle (2020).

Murphy firmó con el Newcastle United por una suma no divulgada el 19 de julio de 2017. Señaló al Newcastle United como su equipo de infancia y declaró que su sueño era representar al club. Sus padres nacieron en el área local y tiene familiares en el pueblo vecino de Newcastle, Gateshead.

## Selección nacional
Fue convocado a la selección sub-18 de Inglaterra en octubre de 2012 e hizo su debut en la victoria por 1-0 ante la selección sub-18 de Finlandia el 13 de noviembre de 2012.
A principios de 2013, fue llamado por la selección sub-19 de Inglaterra, con la cual debutó en una victoria por 3-1 sobre la selección sub-19 de Dinamarca.
A finales de 2014, fue convocado por la sub-20 de Inglaterra después de que su hermano se retirara del equipo. Hizo su debut en una victoria por 3-2 sobre la sub-20 de Países Bajos el 14 de octubre de 2014.
En 2017, fue convocado para el equipo de sub-21 de Inglaterra. En su primer partido, Murphy anotó dos goles en un triunfo por 3-0 sobre la selección islandesa. Marcó su tercer gol para Inglaterra sub-21 el 22 de junio de 2017, en las semifinales del Campeonato de Europa Sub-21 de la UEFA 2017.

## Estadísticas

### Clubes
Actualizado al último partido disputado el 27 de octubre de 2024.
| Club                                  | Div.          | Temporada     | Liga  | Liga  | Liga   | Copas nacionales | Copas nacionales | Copas nacionales | Copas internacionales | Copas internacionales | Copas internacionales | Total | Total | Total  |
| Club                                  | Div.          | Temporada     | Part. | Goles | Asist. | Part.            | Goles            | Asist.           | Part.                 | Goles                 | Asist.                | Part. | Goles | Asist. |
| ------------------------------------- | ------------- | ------------- | ----- | ----- | ------ | ---------------- | ---------------- | ---------------- | --------------------- | --------------------- | --------------------- | ----- | ----- | ------ |
| Norwich City F. C. Inglaterra         | 1.ª           | 2013-14       | 0     | 0     | 0      | 1                | 0                | 0                | —                     | —                     | —                     | 1     | 0     | 0      |
| Swindon Town F. C. Inglaterra         | 3.ª           | 2013-14       | 6     | 0     | 0      | 1                | 0                | 0                | —                     | —                     | —                     | 7     | 0     | 0      |
| Swindon Town F. C. Inglaterra         | Total club    | Total club    | 6     | 0     | 0      | 1                | 0                | 0                | 0                     | 0                     | 0                     | 7     | 0     | 0      |
| Southend United F. C. Inglaterra      | 4.ª           | 2013-14       | 8     | 1     | 1      | —                | —                | —                | —                     | —                     | —                     | 8     | 1     | 1      |
| Southend United F. C. Inglaterra      | Total club    | Total club    | 8     | 1     | 1      | 0                | 0                | 0                | 0                     | 0                     | 0                     | 8     | 1     | 1      |
| Norwich City F. C. Inglaterra         | 2.ª           | 2014-15       | 0     | 0     | 0      | 1                | 0                | 1                | —                     | —                     | —                     | 1     | 0     | 1      |
| Blackpool F. C. Inglaterra            | 2.ª           | 2014-15       | 9     | 2     | 1      | —                | —                | —                | —                     | —                     | —                     | 9     | 2     | 1      |
| Blackpool F. C. Inglaterra            | Total club    | Total club    | 9     | 2     | 1      | 0                | 0                | 0                | 0                     | 0                     | 0                     | 9     | 2     | 1      |
| Scunthorpe United F. C. Inglaterra    | 3.ª           | 2014-15       | 3     | 0     | 1      | —                | —                | —                | —                     | —                     | —                     | 3     | 0     | 1      |
| Scunthorpe United F. C. Inglaterra    | Total club    | Total club    | 3     | 0     | 1      | 0                | 0                | 0                | 0                     | 0                     | 0                     | 3     | 0     | 1      |
| Colchester United F. C. Inglaterra    | 3.ª           | 2014-15       | 11    | 4     | 2      | —                | —                | —                | —                     | —                     | —                     | 11    | 4     | 2      |
| Colchester United F. C. Inglaterra    | Total club    | Total club    | 11    | 4     | 2      | 0                | 0                | 0                | 0                     | 0                     | 0                     | 11    | 4     | 2      |
| Coventry City F. C. Inglaterra        | 3.ª           | 2015-16       | 40    | 9     | 10     | 2                | 1                | 0                | —                     | —                     | —                     | 42    | 10    | 10     |
| Coventry City F. C. Inglaterra        | Total club    | Total club    | 40    | 9     | 10     | 2                | 1                | 0                | 0                     | 0                     | 0                     | 42    | 10    | 10     |
| Norwich City F. C. Inglaterra         | 1.ª           | 2016-17       | 37    | 9     | 6      | 3                | 1                | 0                | —                     | —                     | —                     | 40    | 10    | 6      |
| Norwich City F. C. Inglaterra         | Total club    | Total club    | 37    | 9     | 6      | 5                | 1                | 1                | 0                     | 0                     | 0                     | 42    | 10    | 7      |
| Newcastle United F. C. Inglaterra     | 1.ª           | 2017-18       | 25    | 1     | 1      | 3                | 0                | 0                | —                     | —                     | —                     | 28    | 1     | 1      |
| Newcastle United F. C. Inglaterra     | 1.ª           | 2018-19       | 9     | 0     | 1      | 4                | 0                | 1                | —                     | —                     | —                     | 13    | 0     | 2      |
| West Bromwich Albion F. C. Inglaterra | 2.ª           | 2018-19       | 15    | 2     | 1      | —                | —                | —                | —                     | —                     | —                     | 15    | 2     | 1      |
| West Bromwich Albion F. C. Inglaterra | Total club    | Total club    | 15    | 2     | 1      | 0                | 0                | 0                | 0                     | 0                     | 0                     | 15    | 2     | 1      |
| Sheffield Wednesday F. C. Inglaterra  | 2.ª           | 2019-20       | 39    | 9     | 4      | 5                | 0                | 0                | —                     | —                     | —                     | 44    | 9     | 4      |
| Sheffield Wednesday F. C. Inglaterra  | Total club    | Total club    | 39    | 9     | 4      | 5                | 0                | 0                | 0                     | 0                     | 0                     | 44    | 9     | 4      |
| Newcastle United F. C. Inglaterra     | 1.ª           | 2020-21       | 26    | 2     | 3      | 5                | 1                | 1                | —                     | —                     | —                     | 31    | 3     | 4      |
| Newcastle United F. C. Inglaterra     | 1.ª           | 2021-22       | 33    | 1     | 2      | 1                | 0                | 0                | —                     | —                     | —                     | 34    | 1     | 2      |
| Newcastle United F. C. Inglaterra     | 1.ª           | 2022-23       | 36    | 4     | 2      | 7                | 0                | 0                | —                     | —                     | —                     | 43    | 4     | 2      |
| Newcastle United F. C. Inglaterra     | 1.ª           | 2023-24       | 21    | 3     | 7      | 4                | 0                | 0                | 3                     | 0                     | 1                     | 28    | 3     | 8      |
| Newcastle United F. C. Inglaterra     | 1.ª           | 2024-25       | 35    | 8     | 12     | 0                | 0                | 0                | —                     | —                     | —                     | 35    | 8     | 12     |
| Newcastle United F. C. Inglaterra     | Total club    | Total club    | 185   | 19    | 28     | 24               | 1                | 2                | 3                     | 0                     | 1                     | 204   | 20    | 30     |
| Total carrera                         | Total carrera | Total carrera | 341   | 55    | 54     | 37               | 3                | 3                | 3                     | 0                     | 1                     | 381   | 58    | 58     |

## Palmarés

### Títulos nacionales
| Título          | Club                   | País       | Año  |
| --------------- | ---------------------- | ---------- | ---- |
| Copa de la Liga | Newcastle United F. C. | Inglaterra | 2025 |

## Vida personal
Los gemelos hablaron acerca de sus estrechos vínculos y de estar ahí el uno para el otro. Sus padres y su hermano menor viven en Downham Market y administran su restaurante Arbuckles, cerca de esa localidad. Su padre, John, trabaja como subdirector en la Downham Market Academy. Mientras estaban en el terreno de juego, Chris Hughton, mánager en ese momento, les sugirió que usaran botas de diferente color para distinguirse.